# Vỉ Nhuế
Vỉ Nhuế là một đơn vị xã cổ của Việt Nam, nay thuộc xã Yên Đồng, Ý Yên, tỉnh Nam Định.
Được hình thành vào thời Hậu Lê, thuộc huyện Đại An, phủ Nghĩa Hưng, trấn Sơn Nam. Xã Vỉ Nhuế xưa bao gồm 5 thôn: Trần Xá (làng Tràn), Quảng Nạp (làng Nấp), Tịch Nhi (làng Gon), Nhuế Duệ (làng Nhế), Đáy (làng Vọng). Năm 1831 Minh Mạng thứ 10, xã Vỉ Nhuế được đổi thành tổng Vỉ Nhuế.